# 科皮尼夫齊
48°32′34″N 22°38′21″E / 48.54278°N 22.63917°E
科皮尼夫齊（烏克蘭語：Копинівці），是烏克蘭的村落，位於該國西部外喀爾巴阡州，由穆卡切沃區負責管轄，面積1.76平方公里，海拔高度155米，2001年人口803，人口密度每平方公里456.51人。